# Brian Wood
Brian Wood (Essex Junction, 29 gennaio 1972) è un fumettista, scrittore, illustratore e graphic designer statunitense.
Si è fatto conoscere soprattutto come autore di fumetti, avendo scritto e illustrato graphic novel e serie mensili a fumetti per molti editori. La sua storia editoriale conta oltre 50 volumi di raccolte a fumetti di materiale originale che spazia diversi generi. Si va da opere ucroniche quali DMZ e Briggs Land a serie che trattano di disastri ecologici quali The Massive. I suoi lavori su opere Young Adult (Demo, The New York Four, Mara) sono considerati tra le migliori del genere per la Yalsa e la Biblioteca Pubblica di New York. La sua passione per la storia lo ha poi portata a realizzare serie legate all'Era vichinga quali Northlanders, considerata un benchmark dell'historical fiction per l'industria fumettistica, e The Black Road. Inerente alla storia statunitense ha concepito Rebels ambientato durante la Rivoluzione Americana. Ha inoltre scritto diverse storie a fumetti per alcuni dei franchise più celebri della cultura pop quali: Star Wars, Terminator, Robocop, Aliens, Conan the Barbarian, Il Pianeta delle Scimmie.
Prima di dedicarsi a tempo pieno ai fumetti ha anche lavorato per la Rockstar Games come designer. In particolare sui videogame delle serie Grand Theft Auto, Midnight Club, Max Payne, Smuggler's Run, and Manhunt. Nel campo dei comic è noto soprattutto come scrittore ma è stato anche disegnatore, tra l'altro ha realizzato le copertine della sua serie DMZ e di Global Frequency di Warren Ellis.
Le illustrazioni di Wood sono apparse anche in brevi filmati della Nike.

## Carriera

### Periodo da Illustratore e debutto nel fumetto (1997-2002)
Nel 1991 Brian Wood si trasferisce dal Vermont, suo luogo natale, a New York City e si laurea in Illustration alla Parsons School of Design nel 1997. Come parte della sua tesi per la Parson School scrive e disegna la storia che sarà il plot principale della miniserie Channel Zero. Questa viene pubblicata in 5 albi dalla Image Comics nel 1998. L'opera contiene tematiche care all'autore quali il problema della libertà di espressione in una società ossessionata dal controllo, la privacy digitale, la manipolazione dell'informazione da parte dei media e lo stato di polizia giustificato dalla necessità di sicurezza. Il tutto prende spunto dalle politiche di Rudy Giuliani, all'epoca sindaco di New York.
Nonostante la pubblicazione di Channel Zero con la Image, leader tra gli editori indipendenti, nel quinquennio successivo Brian non si dedica al fumetto come attività principale. Tra il 1997 e il 2002 lavora come web-designer per diverse dot-com e start-up. Inoltre è impegnato con la Rockstar Games fino al 2003. Durante questo periodo non abbandona il suo obbiettivo di diventare un fumettista a tempo pieno. Realizza diverse copertine per serie della 'AIT/Planet Lar e grazie all'amicizia con Warren Ellis si mette in evidenza alla Marvel Comics realizzando come co-autore i nn.63-70 di Generation X insieme con Ellis, e gli vengono affidati i testi degli ultimi 5 albi della serie. La collaborazione con Ellis continua realizzando diverse copertine per Global Frequency, pubblicato dai Wildstorm Studios di Jim Lee.

### Inizio della professione da fumettista a tempo pieno (2003-2006)
Tra il 2001 e il 2003 Wood intensifica la sua attività da fumettista, allargando la collaborazione con diverse case editrici.  Nel 2002 realizza la graphic novel Pounded per la Oni Press in collaborazione con Steve Rolston. Inoltre espande l'universo narrativo abbozzato nella sua opera prima Channel Zero. A questa sono infatti collegate le graphic novel Couscous Express e Jennie One (opera prequel). Collegata a Channel Zero viene anche pubblicata la miniserie The Couriers. Questi lavori lo mettono in luce anche presso la DC Comics che lo assolda per realizzare una miniserie per l'etichetta Vertigo, si tratta di Fight for Tomorrow. Questa collaborazione serve da punto di partenza per arrivare ad una collaborazione duratura tra l'autore e la DC che si concretizzerà a partire dal 2007. I primi timidi successi in campo fumettistico convincono Wood a dimettersi dal suo lavoro regolare presso Rockstar e dedicarsi a tempo pieno alla sua attività di fumettista. Ciò avviene con la pubblicazione

Copertina della raccolta in volume di Demo. Disegni di Becky Cloonan. Edizioni BD

del primo numero della serie Demo nel 2003, durata 12 numeri. La scelta si rivela vincente in quanto la serie ottiene il plauso della critica e gli fa ottenere due nomination agli Eisner Award. La serie risulta particolarmente originale in quanto ogni numero racconta una storia conclusiva, anche se verte sullo stesso genere. La stessa struttura è utilizzata nel 2005 per la serie Local pubblicata da Oni Press. Anche in questo caso vi sono albi autoconclusivi e l'opera si sviluppa in 12 albi, la differenza è che in questo caso le storie ruotano intorno al personaggio di Megan McKeenan nell'arco di un anno. Ogni numero si svolge in una città diversa mentre la protagonista cerca di trovare una nuova casa sia fisicamente che spiritualmente. Il 2006 lo vede tornare a collaborare per la Image con The Tourist e realizza la sua prima miniserie per la IDW Publishing, ovvero Supermarket. In quest'ultima emerge una forte critica al consumismo dilagante della cultura occidentale e non solo. Anche in questo caso ricorre all'uso della ucronia (come in DMZ) per amplificare le anomalie della società moderna.

### Periodo DC Comics (2006 -2012)

Copertina della raccolta Lion Book Vertigo - Northlanders: Il ritorno di Sven. Edizione RW Lion/Planeta

Nel 2006 Brian Wood firma un contratto in esclusiva con la DC Comics. Per l'etichetta Vertigo pubblica alcune delle sue serie più longeve e acclamate da critica e pubblico. Si tratta di DMZ che conta 72 albi e Northlanders, durata 50 albi. Crea inoltre la graphic novel The New Four e la miniserie sequel The New York Five. Per la Vertigo riprende la serie Demo di cui realizza una miniserie sequel. Si presta inoltre a lavorare su miniserie basate su celebri franchise quali Supernatural, tv show di successo del canale The CW. Tra il 2010 e il 2011 scrive i testi per una miniserie di 8 albi sul supergruppo di teenager Gen 13. Si tratta di una creazione della WildStorm di Jim Lee, imprint acquisito dalla DC Comics nel 1998. L'opera si intitola DV8: Gods and Monsters e vede ai disegni Rebekah Isaacs. Wood si dimostra quindi interessato a tornare a cimentarsi con opere di genere supereroistico incentrate su un superteam, questo non accade dal suo lavoro su Ganeretion X. Finito il suo contratto con la DC, torna infatti alla Marvel per realizzare alcune storie degli X-Men. Non si vuole però più legare a nessun editore in particolare, ora ha la forza e la fama per scegliere con chi collaborare per pubblicare le sue opere.

### Collaborazione con Dark Horse Comics e altri editori indipendenti (2012-2019)
A partire dal 2012 Brian Wood diviene un collaboratore di primo piano per la Dark Horse Comics che proprio in quell'anno comincia una nuova fase di espansione, protrattasi per il secondo decennio degli anni duemila. La principale rivale sul mercato è la IDW Publishing che gli contende il quarto posto come maggior editore di fumetti degli Stati Uniti e il primato nella pubblicazione di fumetti su licenza. Nel biennio 2012-2013 la casa editrice di Mike Richardson si riprende la leadership in questo settore puntando, tra gli altri, su Conan il Cimmero creato negli anni trenta dal prolifico Robert E. Howard. La nuova serie Conan the Barbarian viene affidata con grande successo a Brian Wood che ne scrive le storie per 25 albi consecutivi. In seguito al riscontro ottenuto, all'autore viene affidata la serie regolare sul popolarissimo franchise sci-fi Star Wars. La nuova serie sulla space opera di George Lucas risulta essere una dei titoli più venduti nella storia della Dark Horse Comics, successo che rafforza ulteriormente la posizione di Wood come top-writer (o scrittore di punta) per la casa editrice di Milwaukie. Tra il 2014 e il 2016 la Dark Horse, complice la perdita dei diritti su Star Wars (passati al gruppo Disney/Marvel), rilancia con una saga evento i franchise legati agli alieni sci-fi della 20th Century Fox. Vuole dare unità narrativa alle storie e alla mitologia delle creature cinematografiche dei franchise Aliens, Predator, Alien vs Predator e Prometheus. Tra il 2015 e il 2016 esce quindi la saga in 17 parti Fire and Stone a cui segue Life and Death. Si crea quindi un corpus narrativo che vede coinvolti nella stessa continuity gli Xenomorfi, gli Yautja, gli Ingegneri e i terrestri. Da qui vengono lanciate diverse nuove miniserie che coinvolgono i protagonisti di quello che viene denominato Alien Universe. Brian Wood è di nuovo al centro del progetto con la miniserie che dà il via alla nuova fase di questo universo narrativo a livello fumettistico. Nel 2016 esce una limited-series intitolata Aliens: Defiance che si svolge tra gli eventi del film Alien del 1979 e Aliens di James Cameron del 1986. Qui introduce personaggi quali il marine coloniale Zula Hendricks e Amanda Ripley, figlia della celebre eroina Ellen interpretata da Sigourney Weaver nei prima quattro lungometraggi sull'alieno introdotto da Ridley Scott. Il successo riscosso da Defiance, i suoi personaggi e il periodo degli avvenimenti li narrati, portano Brian Wood a divenire nei tre anni successivi lo scrittore più prolifico dell'Alien Universe. Ha quindi modo di portare aventi in altre miniserie le vicende personali di Zula Hendricks e di Amanda Ripley, divenute eroine fondamentali nell'incontro/scontro con gli xenomorfi e gli interessi della mega corporation Weyland-Yutani.
Amanda e Zula si ritrovano infatti riunite a combattere gli xenomorfi nella miniserie Aliens: Resistance, nella quale salvano il colono terrestre Alec Brand, destinato a divenire un marine d'elite del "Corpo Coloniale". I tre personaggi (Amanda, Zula e Alec) sono poi i protagonisti di Aliens: Rescue (del 2019), opera che viene presentata con la tag-line "Il fato di Amanda Ripley", capitolo che chiude una trilogia di Wood iniziata nel 2016 con Aliens: Defiance. 
Oltre a realizzare fumetti su licenza, tra cui anche Terminator (per Dark Horse) e Robocop (per la IDW Publishing), Wood porta avanti opere creator-owned. Torna ai temi ai lui cari quali gli scenari distopici o ucronici , già affrontati diverse volte tra cui l'acclamata DMZ per Vertigo. Infatti la prima e più longeva serie ad essere pubblicata in questa fase (dopo il 2012) è The Massive, dove l'autore ci presenta una sua versione del genere post-apocalittico. Continua inoltre il suo interesse verso l'Epoca vichinga, al centro di una delle sue opere più celebri quali Northlanders. Per la Image crea la miniserie Black Road dove ci presenta una società vichinga ormai al collasso in seguito alla conversione al cristianesimo, qui presentato come un'arma ideologica che di fatto punta allo sgretolamento della cultura e identità norrena. Protagonista della storia è un ex-guerriero vichingo chiamato Magnus the Black, combattente nato nelle terre del nord senza più uno scopo o punti di riferimento, disposto a fare da mercenario per la stessa Chiesa Romana che vuole distruggere ogni traccia culturale della sua gente L'opera è acclamata dalla critica e viene paragonata sia a livello visivo che come tematiche al film Valhalla Rising - Regno di sangue, di Nicolas Winding Refn, uscito nel 2009. Dal 2018 ci presenta un altro stralcio delle vicende di quest'epoca con la serie The Sword Daughter, dove l'attenzione si sposta sul valore dei legami di sangue, l'onore e la giustizia intesa come vendetta da compiere in prima persona. Oltre alle serie contestualizzate storicamente, Wood continua a proporre opere ucroniche, dove si è già cimentato con successo con Briggs Land e DMZ. Tra queste abbiamo la serie Rome West distribuita inizialmente come webcomic e poi raccolta in un volume brossurato da Dark Horse nel luglio 2018. La particolarità dell'opera è quella di creare una realtà alternativa delle americhe in quanto si parte dal presupposto che a scoprire il "Nuovo Mondo" siano stati gli antichi romani nel 323 dopo Cristo. Al posto degli Stati Uniti viene fondata "Roma Occidens". L'approccio dell'autore e l'originalità con cui porta avanti tale premesse vengono elogiate dalla critica in quanto le sue ipotesi di Fantastoria possono risultare credibili.

## Opere
AiT/Planet Lar 
- Couscous Express n.1, Brian Wood (testi) - Brett Weldele (disegni), albo unico, 2001. Si svolge nello stesso universo narrativo ( "shared-universe") di The Couriers e Channel Zero di cui funge da prologo/spin-off[15]. Viene raccolta nel volume The Couriers: The Complete Series dalla Image Comics, distribuito nel dicembre 2012[15].
- The Couriers nn.1-3, Brian Wood (testi) - Rob Goodridge (disegni), miniserie (conclusa), gennaio 2003 - febbraio 2005.
- Channel Zero: Jeannie One, Brian Wood (testi)- Becky Cloonan (disegni), graphic novel, 2003, prequel della miniserie Channel Zero pubblicata da Image Comics[15].
- Demo nn.1-12, Brian Wood (testi) - Becky Cloonan (disegni), miniserie (conclusa), novembre 2003 - novembre 2004. L'opera viene pubblicata in volume nel 2008 dalla DC Comics, sotto l'etichetta Vertigo. Nel 2015 esce l'edizione definitiva che viene distribuita insieme alla miniserie sequel in un'unica raccolta, pubblicata dalla Dark Horse Comics.

 Boom!Studios 
- Robocop: Citizen Arrest nn.1-5, testi di Wood e disegni di Jorge Coelho, limited-series, aprile-agosto 2018.

 Dark Horse Comics 
- Conan the Barbarian nn.1-25, testi di Wood con disegni di Becky Cloonan, James Harren, Vasilis Lolos e AA.VV., serie regolare (conclusa), febbraio 2012 - febbraio 2014.
- Dark Horse Presents nn.8-10 ("The Massive"), Brian Wood (testi) - Kristian Donaldson (disegni), serie antologica, gennaio - marzo 2012.
- The Massive nn.1-30, testi di Wood con disegni di Kristen Donaldson, Declan Shalvey e Garry Brown, serie regolare (conclusa), giugno 2012 - dicembre 2014.
- Star Wars nn.1-20, Brian Wood (testi) - AA.VV. (disegni), serie regolare (conclusa), gennaio 2013 - agosto 2014.
- Rebels nn.1-10, testi di Wood con disegni di Andrea Mutti e AA.VV., serie regolare (conclusa), aprile 2015 - gennaio 2016. Raccolta in volume come "Rebels Volume 1: A Well-regulated Militia".
- EVE: Valkyrie nn.1-4, Brian Wood (testi) - Eduardo Francisco (disegni), miniserie (conclusa), ottobre 2015 - gennaio 2016.
- Aliens: Defiance nn.1-12, Brian Wood (testi) - Tristan Jones, Riccardo Burchielli, Tony Brescini, Stephen Thompson e Eduardo Francisco (disegni), limited-series di 12 (conclusa), aprile 2016 - giugno 2017. L'opera viene scelta da SaldaPress per lanciare in Italia una serie regolare mensile dal titolo Aliens (in pubblicazione dal 22 aprile 2017)[16].
- Briggs Land nn.1-6, Brian Wood (testi) - Mack Chater (disegni), miniserie di 6, agosto 2016 - gennaio 2017. Raccolta in volume trade-paperback con il titolo Briggs Land Volume 1: State of Grace[17].
- Rebels: These Free and Independent States nn.1-8, Brian Wood (testi) - Andrea Mutti, Luca Casalanguida, Joan Urgell (disegni), miniserie di 6, marzo 2017 - ottobre 2017.
- Briggs Land: Lone Wolves nn.1-6, Brian Wood (testi) - Mack Chater (disegni), miniserie di 6 (sequel di Briggs Land Volume 1: State of Grace), 14 giugno 2017[17] - novembre 2017.
- Sword Daughter dal n.1, Brian Wood (testi) - Mack Chater (disegni), serie regolare, giugno 2018 -in corso. La serie finora è stata raccolta in tre volumi cartonati: Sword Daughter Volume 1: She Brightly Burns[18], Sword Daughter Volume 2: Folded Metal[19], Sword Daughter Volume 3: Elsbeth of the Island[12].
- Rome West TP, Brian Wood (testi) - Justin Giampaoli, Andrea Mutti, volume brossurato di 96 pp. che raccoglie l'omonima miniserie distribuita in anteprima come webcomic[14], 4 luglio 2018.
- The Terminator: Sector War nn.1-4, Brian Wood (testi) - Jeff Stokely (disegni), miniserie (conclusa), agosto 2018 - maggio 2019.
- Aliens: Resistance dal n.1, Brian Wood (testi) - Robert Carey (disegni), miniserie, 23 gennaio 2019 -in corso.
- Aliens: Rescue nn.1-4, Brian Wood (testi) - Kieran McKeown (disegni), miniserie (conclusa), 22 maggio 2019 - 23 ottobre 2019.
- Aliens Colonial Marines: Rising Threat dal n.1, Brian Wood (testi) - Werther Dell'Edera e Michael Atiyeh (disegni), serie regolare, 18 settembre 2019 -in corso.

 Hard Press Publishing 
- No Justice, No Piece n.2, Warren Ellis e Jeff Mariotte (testi) - Brian Stelfreeze, Janet L. Hetherington, Brian Wood (disegni), albo antologico pubblicato al fine di raccogliere fondi per il Comic Book Legal Defense Fund, istituzione a difesa della libertà di espressione e creativa per chi lavora nel mondo dei comic, luglio 1998.

 Image Comics 
- Channel Zero nn.1–5, testi e disegni di Brian Wood, miniserie (conclusa), febbraio-dicembre 1998.
- Vampirella/Witchblade, Brian Wood (testi) - Steve Pugh (disegni), albo unico (inter-company crossover), Harris Comics/Image Comics, luglio 2003.
- The Tourist n.1, Brian Wood (testi) - Toby Cypress (disegni), albo unico, gennaio 2006.
- Liberty Comics: a CBLDF Benefit n.2, testi e disegni di Brian Wood per la short-story "Channel Zero: Urban Combat", albo antologico che raccoglie storie brevi di vari autori (a beneficio del Comic Book Legal Defense Fund, fondo per la tutela della libertà di espressione nei fumetti), ottobre 2009.
- Mara nn.1–6, testi di Wood con disegni di Ming Doyle, miniserie di 6, dicembre 2012 - ottobre 2013.
- Starve nn.1-10, Brian Wood (testi) - Danijel Zezelj (disegni), miniserie (conclusa), giugno 2015 - giugno 2016.
- Black Road nn.1-10, Brian Wood (testi) - Garry Brown (disegni), miniserie di 10, aprile 2016 - maggio 2017.

 IDW 
- Supermarket nn.1-4, Brian Wood (testi) - Kristian Donaldson (disegni), miniserie (conclusa), marzo-giugno 2006.

 DC Comics/Vertigo/Minx/WildStorm 
- Fight for Tomorrow nn.1-6, testi di Brian Wood - disegni di Denis Cowan e Kent Williams, miniserie di 6, DC/Vertigo, novembre 2002 - aprile 2003.
- Global Frequency nn.1-12, Warren Ellis (testi) - AA.VV. (disegni) - Brian Wood (disegnatore delle copertine, o "Cover Artist" in inglese), DC/Wildstorm Productions, dicembre 2002 - agosto 2004.
- DMZ nn.1-72, testi di Brian Wood - disegni di Riccardo Burchielli e B.Wood, serie regolare (conclusa), DC/Vertigo, gennaio 2006 - febbraio 2012.
- Northlanders nn.1-50, testi di Brian Wood - disegni di AA.VV., serie regolare (conclusa), DC/Vertigo, febbraio 2008 - aprile 2012.
- The New York Four, Brian Wood (testi) - Ryan Kelly (disegni), graphic novel, DC/Minx, luglio 2008.
- Demo: Volume 2 nn.1-6, testi di Brian Wood e disegni di Becky Cloonan, miniserie (conclusa), DC/Vertigo, aprile-settembre 2010. Sequel della miniserie Demo, pubblicata da AiT/Planet Lar tra il 2003 e il 2004.
- DV8: Gods and Monsters nn.1-8, testi di Wood con disegni di Rebekah Isaacs, miniserie di 8, DC/Wildstorm Productions,  giugno 2010 - gennaio 2011.
- The New York Five nn.1-4, Brian Wood (testi) - Ryan Kelly (disegni), miniserie di 4, DC/Vertigo, marzo-giugno 2011. Sequel di The New York Four pubblicata nel 2008 per l'imprint Minx.
- Supernatural nn.1-6, Brian Wood (testi) - Grant Bond (disegni), miniserie di 6, DC Comics, dicembre 2011 - maggio 2012.

 Marvel Comics 
- Generation X nn.63-75, Brian Wood (testi) - Warren Ellis (coautore dei testi nei nn.63-70) - Steve Pugh & AA.VV. (disegni), serie regolare (conclusa con il n.75), maggio 2000 - giugno 2001.
- Wolverine and the X-Men: Alpha & Omega nn.1-5, Brian Wood (testi) - Roland Boschi & AA.VV. (disegni), miniserie di 5, marzo-luglio 2012.

 Oni Press 
- Pounded nn.1-3, Brian Wood (testi) - Steve Rolston (disegni), miniserie (conclusa), marzo-giugno 2002.
- Local nn.1-12, Brian Wood (testi) - Ryan Kelly (disegni), miniserie (conclusa), novembre 2005 - maggio 2008.

 Titan Books 
- Mono: Pacific nn.1-6, Brian Wood (testi) - Sergio Sandoval (disegni), miniserie (conclusa), aprile-settembre 2015.

 Videogiochi 
- Smuggler's Run
- Max Payne
- Midnight Club
- Manhunt

 Illustrazioni 
- Punk Planet magazine (copertina)
- San Francisco Bay Guardian
- Nike

 Filmografia 
- Future Imperfect, produttore / production manager.

## Edizione italiana

### Panoramica editoriale
Le opere di Brian Wood vengono pubblicate in Italia da diversi editori a seconda di che detenga i diritti per distribuirle e che dipende dall'editore statunitense con il quale l'autore ha collaborato nel corso degli anni. Le sue storie realizzate per i personaggi Marvel e per le serie Star Wars e di Conan il Barbaro durante il loro periodo di gestione da parte della Dark Horse Comics, sono distribuite in Italia da Panini Comics. Le sue opere per la DC Comics e le sue etichette quali la Vertigo sono distribuite da RW Edizioni. Altre opere realizzate per editori indipendenti sono invece acquisite e distribuite da altre case editrici. La serie Rebels viene pubblicata da Mondadori Comics per la collana Historica. Le miniserie legate all'universo fumettistico di Alien vengono pubblicate da SaldaPress. La raccolta integrale di Demo trova il suo distributore italiano nella Edizioni BD.

### Pubblicazioni
- Demo, Brian Wood e Becky Cloonan, 17x25, C., 520 pp., b/n, Edizioni BD, Milano, 2018. ISBN 9788832755039